# Sherel Floranus
Sherel Floranus (Rotterdam, 23 agosto 1998) è un calciatore olandese originario di Curaçao, difensore del PEC Zwolle e della Nazionale di calcio di Curaçao.

## Carriera

### Club
Cresciuto nelle giovanili dello Sparta Rotterdam, ha esordito il 21 agosto 2015 in un match vinto 3-0 contro l'Eindhoven.

### Nazionale
Dopo aver giocato numerose partite con le varie nazionali giovanili olandesi ha scelto di rappresentare Curaçao, con la cui nazionale maggiore ha esordito nel 2023.
Nel 2025 ha partecipato alla CONCACAF Gold Cup.

## Statistiche

### Presenze e reti nei club
Statistiche aggiornate al 4 febbraio 2025.
| Stagione                | Squadra                 | Campionato              | Campionato | Campionato | Coppe nazionali | Coppe nazionali | Coppe nazionali | Coppe continentali | Coppe continentali | Coppe continentali | Altre coppe | Altre coppe | Altre coppe | Totale | Totale | Totale |
| Stagione                | Squadra                 | Comp                    | Pres       | Reti       | Comp            | Pres            | Reti            | Comp               | Pres               | Reti               | Comp        | Pres        | Reti        | Pres   | Reti   |        |
| ----------------------- | ----------------------- | ----------------------- | ---------- | ---------- | --------------- | --------------- | --------------- | ------------------ | ------------------ | ------------------ | ----------- | ----------- | ----------- | ------ | ------ | ------ |
| 2015-2016               | Sparta Rotterdam        | EED                     | 12         | 0          | CO              | 1               | 0               |                    | -                  | -                  |             | -           | -           | 13     | 0      |        |
| 2016-2017               | Sparta Rotterdam        | ERE                     | 25         | 0          | CO              | 5               | 0               |                    | -                  | -                  |             | -           | -           | 30     | 0      |        |
| 2017-2018               | Sparta Rotterdam        | ERE                     | 28         | 0          | CO              | 0               | 0               |                    | -                  | -                  |             | -           | -           | 28     | 0      |        |
| Totale Sparta Rotterdam | Totale Sparta Rotterdam | Totale Sparta Rotterdam | 65         | 0          |                 | 6               | 0               |                    | -                  | -                  |             | -           | -           | 72     | 0      |        |
| 2018-2019               | Heerenveen              | ERE                     | 21         | 0          | CO              | 4               | 0               |                    | -                  | -                  |             | -           | -           | 25     | 0      |        |
| 2019-2020               | Heerenveen              | ERE                     | 25         | 1          | CO              | 4               | 0               |                    | -                  | -                  |             | -           | -           | 29     | 1      |        |
| 2020-2021               | Heerenveen              | ERE                     | 29         | 1          | CO              | 3               | 0               |                    | -                  | -                  |             | -           | -           | 32     | 1      |        |
| Totale Heerenveen       | Totale Heerenveen       | Totale Heerenveen       | 75         | 2          |                 | 11              | 0               |                    | -                  | -                  |             | -           | -           | 86     | 2      |        |
| 2021-2022               | Antalyaspor             | SL                      | 18         | 1          | CT              | 3               | 0               |                    | -                  | -                  | ST          | 1           | 0           | 22     | 1      |        |
| 2022-2023               | Antalyaspor             | SL                      | 12         | 0          | CT              | 3               | 0               |                    | -                  | -                  |             | -           | -           | 15     | 0      |        |
| Totale Antalyaspor      | Totale Antalyaspor      | Totale Antalyaspor      | 30         | 1          |                 | 6               | 0               |                    | -                  | -                  |             | 1           | 0           | 37     | 1      |        |
| 2023-2024               | Almere City             | ERE                     | 29         | 0          | CO              | 2               | 0               | -                  | -                  | -                  | -           | -           | -           | 31     | 0      |        |
| ago. 2024               | Almere City             | ERE                     | 2          | 0          | CO              | -               | -               | -                  | -                  | -                  | -           | -           | -           | 2      | 0      |        |
| Totale Almere City      | Totale Almere City      | Totale Almere City      | 31         | 0          |                 | 2               | 0               |                    | -                  | -                  |             | -           | -           | 33     | 0      |        |
| ago. 2024-2025          | PEC Zwolle              | ERE                     | 12         | 0          | CO              | 1               | 0               | -                  | -                  | -                  | -           | -           | -           | 13     | 0      |        |
| Totale Carriera         | Totale Carriera         | Totale Carriera         | 213        | 3          |                 | 26              | 0               |                    | -                  | -                  |             | 1           | 0           | 230    | 3      |        |

### Cronologia presenze e reti in nazionale
| Cronologia completa delle presenze e delle reti in nazionale ― Curaçao | Cronologia completa delle presenze e delle reti in nazionale ― Curaçao | Cronologia completa delle presenze e delle reti in nazionale ― Curaçao | Cronologia completa delle presenze e delle reti in nazionale ― Curaçao | Cronologia completa delle presenze e delle reti in nazionale ― Curaçao | Cronologia completa delle presenze e delle reti in nazionale ― Curaçao | Cronologia completa delle presenze e delle reti in nazionale ― Curaçao | Cronologia completa delle presenze e delle reti in nazionale ― Curaçao |
| Data                                                                   | Città                                                                  | In casa                                                                | Risultato                                                              | Ospiti                                                                 | Competizione                                                           | Reti                                                                   | Note                                                                   |
| ---------------------------------------------------------------------- | ---------------------------------------------------------------------- | ---------------------------------------------------------------------- | ---------------------------------------------------------------------- | ---------------------------------------------------------------------- | ---------------------------------------------------------------------- | ---------------------------------------------------------------------- | ---------------------------------------------------------------------- |
| 26-3-2023                                                              | Willemstad                                                             | Curaçao                                                                | 0 – 2                                                                  | Canada                                                                 | CONCACAF Nations League 2022-2023 - 1º turno                           | -                                                                      |                                                                        |
| 29-3-2023                                                              | Santiago del Estero                                                    | Argentina                                                              | 7 – 0                                                                  | Curaçao                                                                | Amichevole                                                             | -                                                                      |                                                                        |
| 13-6-2023                                                              | Fort Lauderdale                                                        | Curaçao                                                                | 0 – 0                                                                  | Porto Rico                                                             | Amichevole                                                             | -                                                                      | 46’                                                                    |
| 17-6-2023                                                              | Fort Lauderdale                                                        | Curaçao                                                                | 1 – 1 (3 - 4 dtr)                                                      | Saint Kitts e Nevis                                                    | Qual. Gold Cup 2023                                                    | -                                                                      |                                                                        |
| 8-9-2023                                                               | Port of Spain                                                          | Trinidad e Tobago                                                      | 1 – 0                                                                  | Curaçao                                                                | CONCACAF Nations League 2023-2024 - 1º turno                           | -                                                                      | 86’                                                                    |
| 11-9-2023                                                              | Fort-de-France                                                         | Martinica                                                              | 1 – 0                                                                  | Curaçao                                                                | CONCACAF Nations League 2023-2024 - 1º turno                           | -                                                                      |                                                                        |
| 6-6-2024                                                               | Willemstad                                                             | Curaçao                                                                | 4 – 1                                                                  | Barbados                                                               | Qual. Mondiali 2026                                                    | -                                                                      | 49’ 79’                                                                |
| 9-6-2024                                                               | Oranjestad                                                             | Aruba                                                                  | 0 – 2                                                                  | Curaçao                                                                | Qual. Mondiali 2026                                                    | -                                                                      |                                                                        |
| 6-9-2024                                                               | Saint George's                                                         | Saint Lucia                                                            | 1 – 0                                                                  | Curaçao                                                                | CONCACAF Nations League 2024-2025                                      | -                                                                      |                                                                        |
| 9-9-2024                                                               | Saint George's                                                         | Curaçao                                                                | 1 – 0                                                                  | Sint Maarten                                                           | CONCACAF Nations League 2024-2025                                      | -                                                                      | 38’ 74’                                                                |
| 11-10-2024                                                             | Gros Islet                                                             | Grenada                                                                | 0 – 0                                                                  | Curaçao                                                                | CONCACAF Nations League 2024-2025                                      | -                                                                      |                                                                        |
| 16-11-2024                                                             | Willemstad                                                             | Saint-Martin                                                           | 0 – 5                                                                  | Curaçao                                                                | CONCACAF Nations League 2024-2025                                      | -                                                                      |                                                                        |
| 19-11-2024                                                             | Willemstad                                                             | Curaçao                                                                | 4 – 1                                                                  | Saint Lucia                                                            | CONCACAF Nations League 2024-2025                                      | -                                                                      |                                                                        |
| 19-3-2025                                                              | Belek                                                                  | Curaçao                                                                | 0 – 2                                                                  | Kazakistan                                                             | Amichevole                                                             | -                                                                      |                                                                        |
| 6-6-2025                                                               | Oranjestad                                                             | Curaçao                                                                | 4 – 0                                                                  | Saint Lucia                                                            | Qual. Mondiali 2026                                                    | -                                                                      |                                                                        |
| 10-6-2025                                                              | Oranjestad                                                             | Haiti                                                                  | 1 – 5                                                                  | Curaçao                                                                | Qual. Mondiali 2026                                                    | -                                                                      |                                                                        |
| 17-6-2025                                                              | San Jose                                                               | Curaçao                                                                | 0 – 0                                                                  | El Salvador                                                            | Gold Cup 2025 - 1° turno                                               | -                                                                      |                                                                        |
| 21-6-2025                                                              | Houston                                                                | Curaçao                                                                | 1 – 1                                                                  | Canada                                                                 | Gold Cup 2025 - 1° turno                                               | -                                                                      | 57’                                                                    |
| 24-6-2025                                                              | San Jose                                                               | Honduras                                                               | 2 – 1                                                                  | Curaçao                                                                | Gold Cup 2025 - 1° turno                                               | -                                                                      |                                                                        |
| Totale                                                                 |                                                                        | Presenze                                                               | 19                                                                     |                                                                        | Reti                                                                   | 0                                                                      |                                                                        |

## Palmarès
- Eerste Divisie: 1

Sparta Rotterdam: 2015-2016